# Альфонс (кратер)

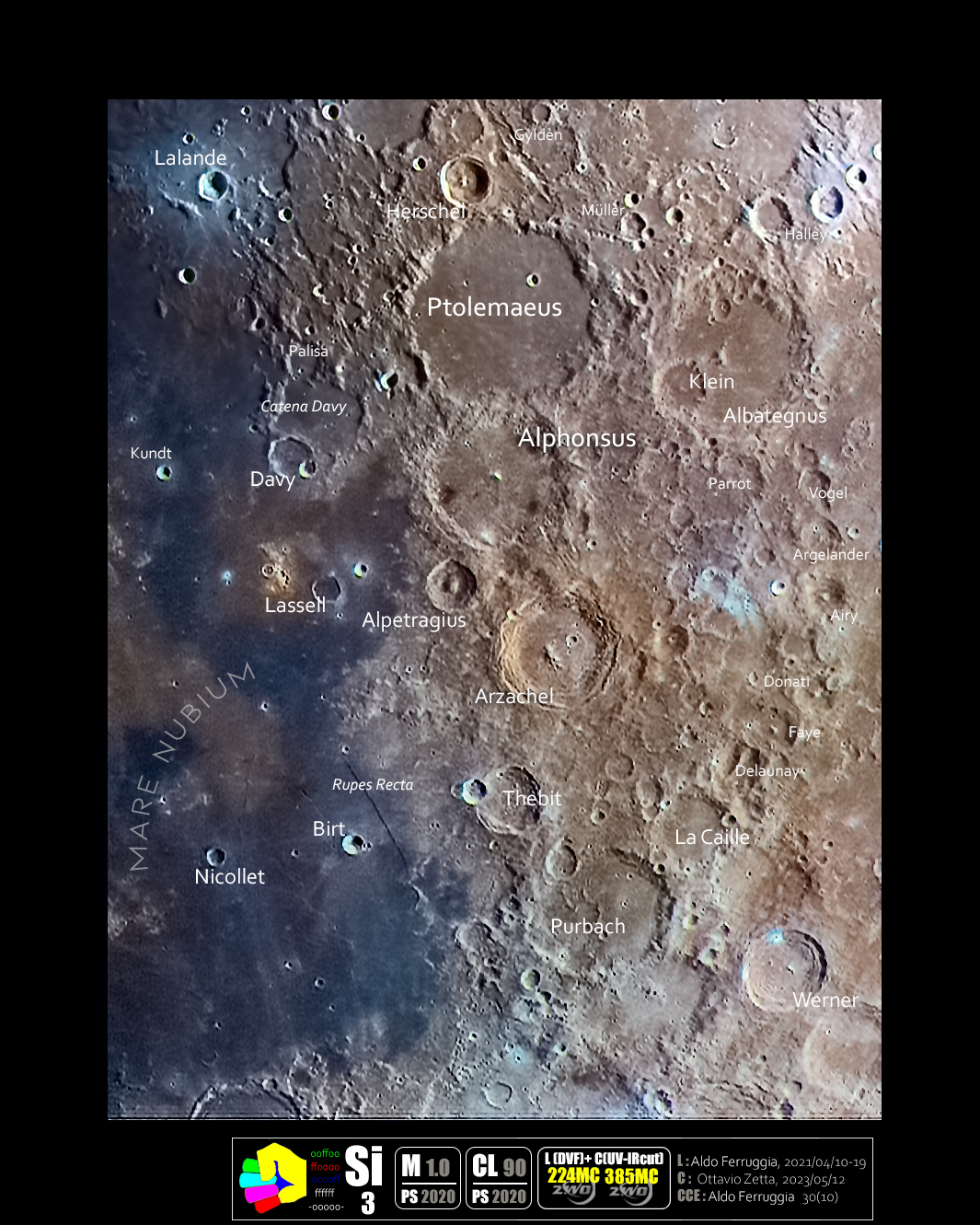
Зона кратера в селенохроматичному форматі зображення (Si)

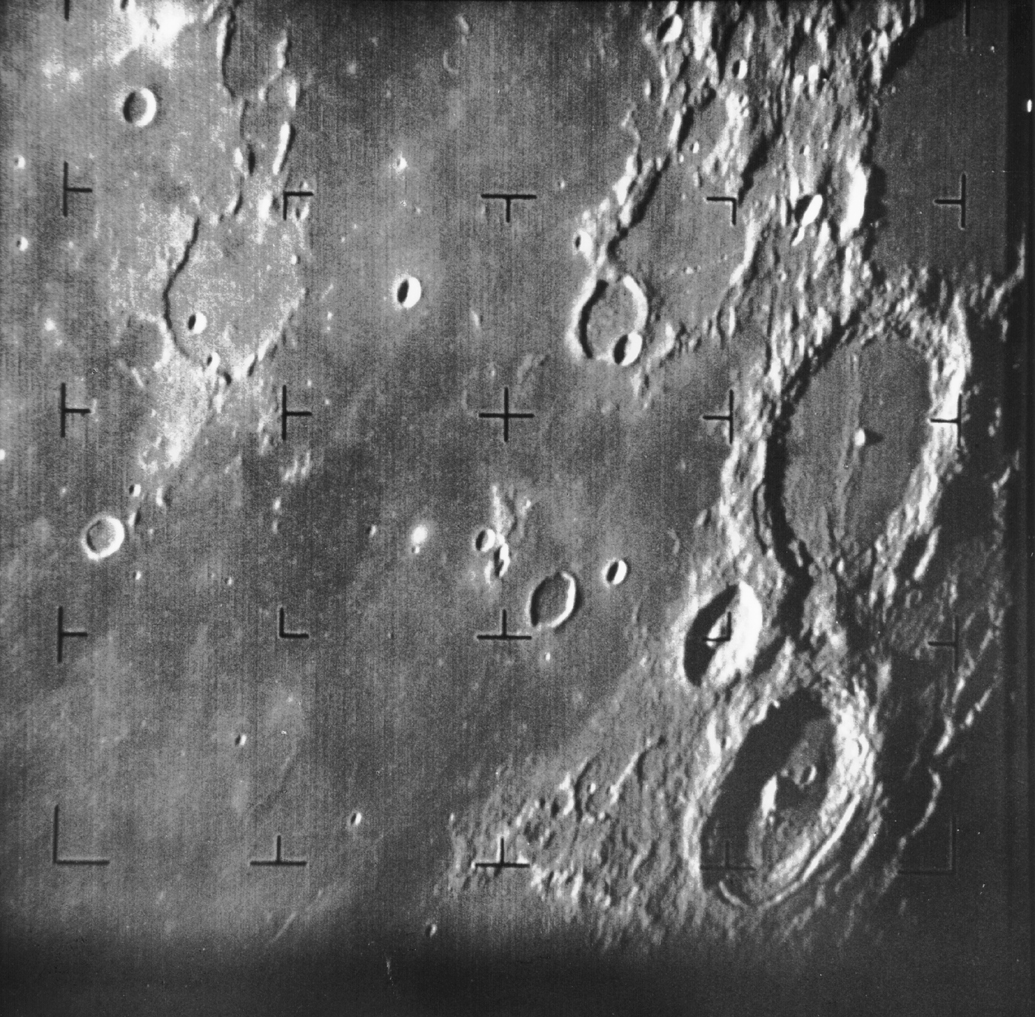
Кратер Альфонс зображений у правій половині цього зображення, зробленого Рейнджером 7. Фото НАСА.

Альфонс — стародавній ударний кратер на Місяці, що датується донектаріанською ерою. (Старіші джерела стверджують, що це нектаріанський період.) Він розташований на місячному високогір'ї на східному кінці Моря Хмар, на захід від Імбрійського нагір'я, і трохи перекриває кратер Птолемей на півночі. На південному заході розташований менший Альпетрагій. Назва кратера була затверджена МАС в 1935 році.

## Опис
Поверхня Альфонса зламана і неправильна вздовж його межі з Птолемеєм. Зовнішні стінки дещо спотворені і мають дещо шестикутну форму.
Система низьких хребтів із відкладеними викидами розділяє дно кратера навпіл і включає крутий центральний пік, позначений Альфонс Альфа (α). Це утворення пірамідальної форми піднімається на висоту 1,5 км над внутрішньою поверхнею. Воно не вулканічного походження, а скоріше складене з анортозиту, як місячне нагір'я.
Дно розбите складною системою борозен і містить чотири або п'ять менших кратерів, оточених симетричним темнішим ореолом. Ці кратери з темним ореолом мають форму конуса і, на думку деяких вчених, мають вулканічне походження, хоча інші вважають, що вони виникли внаслідок ударів, які викопали темніший матеріал з-під світлішого місячного реголіту.

## Дослідження
Зонд Ranger 9 зіткнувся з Альфонсом, на невеликій відстані на північний схід від центральної вершини. Гарольд Юрі сказав про фотографію Альфонса великим планом:
|  | Дно вкрите багатьма кратерами різного розміру, деякі гострі й, отже, нові, інші менш виразні й частково заповнені фрагментованим матеріалом. У стінках менше кратерів, і це, ймовірно, означає, що опускання стінок заповнило їх. Тріщини очевидні, і існують докази опускання. Більший кратер біля вершини, безсумнівно, походить від зіткнення. Три кратери оточені темними ореолами і виникли в результаті вивержень із надр Місяця. На деяких гірських вершинах можна побачити надзвичайно яскраві гострі піки. |

## Місце приземлення Аполлона
Вважається, що кратери з темним ореолом уздовж деяких борозен у кратері є вулканічними жерлами, і під час програми «Аполлон» Альфонс розглядався як можливе місце приземлення, щоб, можливо, взяти зразки ксенолітів місячної мантії з жерл. Його розглядали для Аполлона-16, але було обрано район Декарта. Це було одне з трьох останніх можливих місць для Аполлона-17, разом із кратером Гассенді та долиною Таурус-Літтроу, але вважалося, що воно, можливо, «забруднене» більш молодим матеріалом із сусіднього Моря Дощів.

## Швидкоплинні місячні явища
Альфонс є одним із місць, відомих швидкоплинними місячними явищами, оскільки, як повідомлялося, з кратера виходять сяючі червоні хмари. 26 жовтня 1956 року астроном Дінсмор Альтер помітив деяку розмитість борозен на дні Альфонса на фотографіях, зроблених ним у фіолетовому світлі. Такого ж розмиття не було на інфрачервоних фотографіях, які він зробив одночасно. Однак небагато професійних астрономів вважали ці докази вулканічної активності на Місяці дуже переконливими.
Одним з астрономів, якого зацікавили спостереження Альтера, був Микола Козирєв із Радянського Союзу. У 1958 році, коли Козирєв шукав вулканічне явище на Місяці, він спостерігав утворення туманоподібної хмари в Альфонсі. У цей час було виміряно спектр області, який показав ознаки вуглецю, можливо, газу C2. Він вважав, що це результат вулканічної або пов'язаної з нею діяльності. Однак під час місячних місій не було знайдено доказів цього явища, а результати щодо викидів ніколи не були підтверджені.

## Назви
Альфонс названий на честь короля Кастильї Альфонсо X (відомого як «Альфонсо Мудрий»), який цікавився астрономією. Як і багатьом кратерам на видимому боці Місяця, йому дав свою назву Джованні Річчолі, чия номенклатурна система 1651 року стала стандартизованою. Спочатку Річчолі назвав його «Альфонс Рекс» («Король Альфонсо»), але пізніше від «Рекс» відмовилися. Раніше місячні картографи давали цьому об'єкту різні назви. На карті Міхаеля ван Лангрена 1645 року це місце називається «Людовік XIV, король Франції», на честь короля Франції Людовіка XIV, а Йоганн Гевелій назвав його «Mons Masicytus» на честь гір Лікії.

## Внутрішні кратери

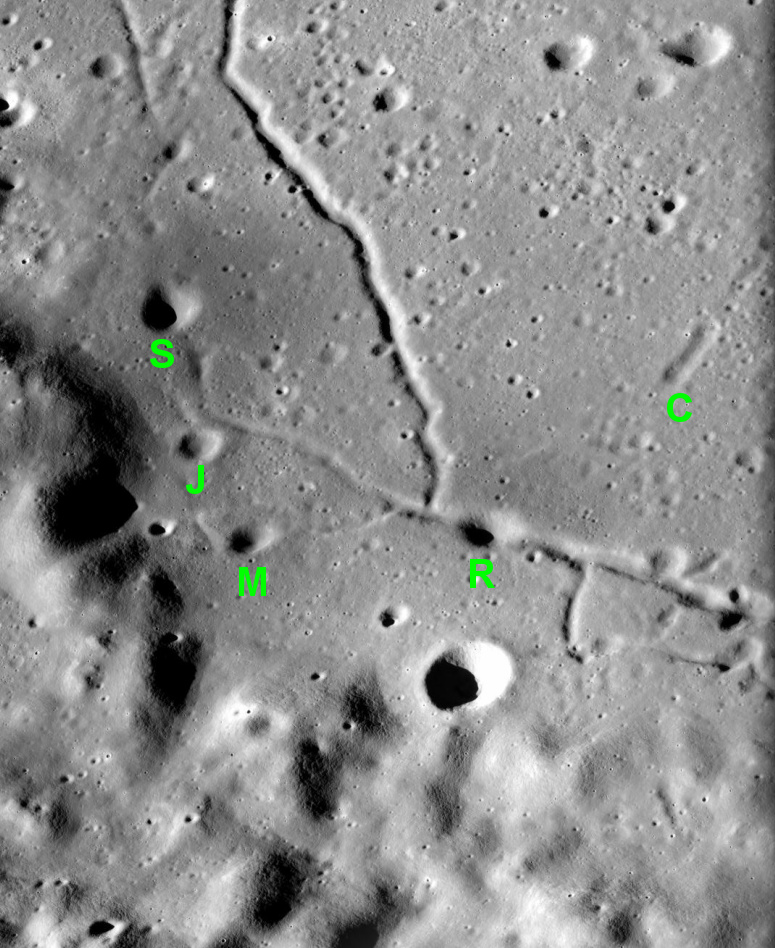
Похилий вигляд п'яти маленьких кратерів з іменами: C = Чанг-Нго, R = Раві, M = Моніра, J = Хосе, S = Сорайя. Погляд на південь, сонце світить зліва. Північ на фото внизу

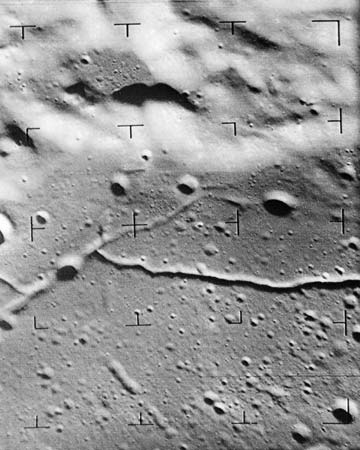
Зображення Рейнджера 9, на якому видно борозни на дні кратера

П'яти крихітним кратерам у північно-східній частині внутрішнього дна Альфонса були присвоєні назви МАС . Вони перераховані в таблиці нижче.
| Кратер   | Координати                                            | Діаметр | Походження назви        |
| -------- | ----------------------------------------------------- | ------- | ----------------------- |
| Чанг-Нго | 12°42′ пд. ш. 2°06′ зх. д. / 12.7° пд. ш. 2.1° зх. д. | 3 км    | Китайська богиня Місяця |
| Хосе     | 12°42′ пд. ш. 1°36′ зх. д. / 12.7° пд. ш. 1.6° зх. д. | 2 км    | Іспанське чоловіче ім'я |
| Моніра   | 12°36′ пд. ш. 1°42′ зх. д. / 12.6° пд. ш. 1.7° зх. д. | 2 км    | Арабське жіноче ім'я    |
| Раві     | 12°30′ пд. ш. 1°54′ зх. д. / 12.5° пд. ш. 1.9° зх. д. | 2.5 km  | Індійське чоловіче ім'я |
| Сорайя   | 12°54′ пд. ш. 1°36′ зх. д. / 12.9° пд. ш. 1.6° зх. д. | 2 км    | Перське жіночі ім'я     |

## Супутні кратери

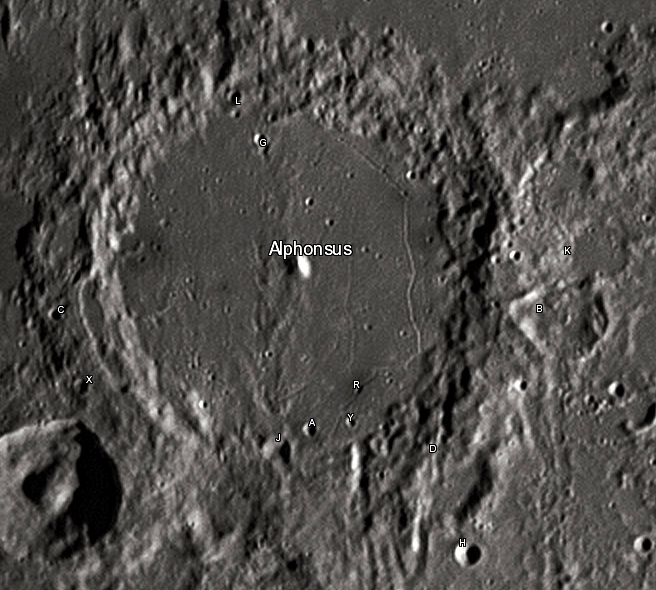
Кратер Альфонс і його супутні кратери, зроблені з Землі в 2012 році в обсерваторії Бейфордбері Університету Хартфордшира за допомогою телескопів Meade LX200 14" і Lumenera Skynyx 2-1

За домовленістю ці об'єкти позначаються на місячних картах шляхом розміщення літери на тій стороні середини кратера, яка є найближчою до Альфонса.
| Альфонс | Широта   | Довгота   | Діаметр |
| ------- | -------- | --------- | ------- |
| А       | 14,8° пд | 2,3° зх.д | 4 км    |
| Б       | 13,2° пд | 0,2° з.д  | 24 км   |
| C       | 14,4° пд | 4,8° зх.д | 4 км    |
| Д       | 15,1° пд | 0,8° з.д  | 23 км   |
| Г       | 12,3° пд | 3,3° зх.д | 4 км    |
| Х       | 15,6° пд | 0,5° з.д  | 8 км    |
| Дж      | 15,1° пд | 2,5° з.д  | 8 км    |
| К       | 12,5° пд | 0,1° з.д  | 20 км   |
| Л       | 12,0° пд | 3,7° зх.д | 4 км    |
| Р       | 14,4° пд | 1,9° зх.д | 3 км    |
| X       | 15,0° пд | 4,4° зх.д | 5 км    |
| Ю       | 14,7° пд | 1,8° з.д  | 3 км    |

## Рекомендована література
- Wood, Chuck (6 квітня 2005). Micro-Topo. Lunar Photo of the Day. Архів оригіналу за 14 травня 2006. Процитовано 21 липня 2006.
- Cortright, Edgar M. (1968). Rangers Bring the Moon Up Close. SP-168 Exploring Space with a Camera. NASA Langley Research Center. с. 48.
- Alter, Dinsmore (1957). A Suspected Partial Obscuration of the Floor of Alphonsus. Publications of the Astronomical Society of the Pacific. 69 (407): 158. Bibcode:1957PASP...69..158A. doi:10.1086/127036.
- Alter, Dinsmore (1959). The Kozyrev Observations of Alphonsus. Publications of the Astronomical Society of the Pacific. 71 (418): 46. Bibcode:1959PASP...71...46A. doi:10.1086/127330.
- Compton, W. David (1989). Where No Man Has Gone Before: A History of Apollo Lunar Exploration Missions. NASA. Процитовано 9 лютого 2007.

### Інші пов'язані статті
- Wood, Chuck (15 травня 2004). The Golden Triad. Lunar Photo of the Day. Архів оригіналу за 30 травня 2018. Процитовано 16 вересня 2017.
- Wood, Chuck (21 травня 2004). Volcanic Craters on the Moon. Lunar Photo of the Day. Архів оригіналу за 30 травня 2018. Процитовано 16 вересня 2017.
- Wood, Chuck (31 жовтня 2004). Sunrise and Sunset on the Triade. Lunar Photo of the Day. Архів оригіналу за 14 жовтня 2017. Процитовано 14 жовтня 2017. — one of three craters making up a Triad which includes Alphonsus
- Wood, Chuck (10 липня 2006). Craters and Papers. Lunar Photo of the Day. Архів оригіналу за 14 червня 2011.
- Wood, Chuck (16 вересня 2006). Just Another Glorious Image. Lunar Photo of the Day. Архів оригіналу за 14 червня 2011.
- Wood, Chuck (27 листопада 2006). A Long Line in the Matter of Confidence. Lunar Photo of the Day. Архів оригіналу за 14 червня 2011.
- NASA Astronomy Picture of the Day: Ptolemaeus, Alphonsus and Arzachel (9 February 2007)
- Wood, Chuck (13 лютого 2007). New Observations of a Well-Known Area. Lunar Photo of the Day. Архів оригіналу за 14 червня 2011.